# Тіві (народ)
Тіві (англ. Тіві) — одна з найбільших корінних груп Австралії. Майже 2500 Тіві живуть в Батерст і Мелвілл островів, які складають острів Тіві. Жителі Тіві відомі своїми великими музикантами, художниками і спортивними гравцями. Відомі люди Тіві включають Девід Кантілльо, Остін Вонаіміррі і Адам Керінау. Украдене покоління бачило багато корінних жителів принесло на острів Тіві, але не прямого походження Тіві.

## Мистецтво і мова
Мистецтво і мова Тіві помітно відрізняється від сусіднього Арнемленда. У порівнянні з мистецтвом Арнемленда, мистецтво Тіві часто представляється абстрактним та геометричним. З його сильними візерунками і використанням кольору, мистецтво вважається дуже привабливим і колекціонується. Тіві мистецтво використовується, щоб розповісти історію, а зразки штрихування представляють дружбу всередині спільноти. Багато фахівців мистецтва в усьому світі вивчали Тіві мистецтво і проаналізували значення символів Тіві. Тіві мистецтво є невід'ємною частиною усної традиції, що переходить з історії і мудростей через покоління.
Англійська викладається у школах як друга мова, а Тіві спілкуються в основному на їхній рідній мові. Жалоба, це частина їх вірувань вони розфарбувують своє тіло і висловлюють свою любов для тих, хто пройшов через музику, мистецтво і танець. Картина практикується протягом тисяч років, як частина церемонії і тотеми Тіві є відомою і була продана по всьому світу. Тіві використовують природні охри пігменти. Вони роблять ці кольори з натурального пігменту на землі. Коли вмирає людини, його ім'я стає табу. Протягом багатьох років, як дух повертається на землю, ви не можете сказати ім'я людини. Коли Tiві використовують свої знання, щоб знайти їжу в кущах, вони ніколи не беруть матерів або дітей. Це доводить їх неймовірну повагу до землі і знання про те, як зберегти навколишнє середовище.
Полювання на продукти харчування як і раніше є важливою частиною життя Тіві. На землі, вони полюють на валлабі, ящірки, опосуми, килимові змії, свиней, буйволів, летючі лисиці, бандикутів, черепахи і яйцями чайок і сороки гусей. На морі вони полюють на черепах, крокодилів, дюгонів і риб.
Танці, чи йоі, як вони це називають, є частиною повсякденного життя. Тіві успадкував свій тотемний танець від своєї матері. Сюжетні танці виконуються щоб зобразити повсякденне життя або історичні події. Земля на обох островах покрита густими лісами.

## Музика і ритуал
Музика є невід'ємною частиною, в усіх аспектах життя на острові Тіві.
Люди Тіві співають пісні про землю, які були передані через покоління. Вони співають про багато аспектів їхнього життя, в тому числі полювання, приготування їжі, сім'ї, тварин, рослин і австралійської глибинки. Деякі з цих пісень були записані і архівуються. Був виступ Тіві жінки яка співала останнім часом в різних важливих місцях в Австралії. Тіві «сильна жіноча група» в даний час працюють над спільним проектом зі збереження їхньої музики. Дослідження привели до відновлення деяких старих пісень. Оскільки ці пісні були заспівані протягом тисяч років, це при строгій чутливості, що це дослідження має бути проведено.
Музика жінок Тіві «strong women's group» зберігається і відроджується в даний час на Батерс та Мелвілл островах. Деякі старі антропологічні дослідження відносин на островах Тіві згадуються нижче.
The Tiwi of North Australia, Case studies in cultural anthropology, Ніколас Хеветт, Арнольд Р. Пиллинг, Джейн Картер Гудейл, Холт, Рінех.
Антрополог Джейн К.Гудейл провела інтерв'ю з жінками Тіві, видавництво Tiwi Wives в 1971 році, в якому вона оглянула, як соціальні зміни знайшли відображення в ритуалі.